# Harvey-Inseln
Die Harvey-Inseln umfassen zwei Inseln vor der Küste des ostantarktischen Enderbylands. Sie liegen im westlichen Teil der Freeth Bay.
Luftaufnahmen der Australian National Antarctic Research Expeditions aus dem Jahr 1956 dienten ihrer Kartierung. Das Antarctic Names Committee of Australia benannte sie nach Ross Lawrence Harvey, Funker auf der Wilkes-Station im Jahr 1959.